# Xantip d'Esparta
Xantip (grec antic: Ξάνθιππος, llatí: Xanthippus) fou un militar espartà contractat per Cartago com a mercenari durant la Primera Guerra Púnica.
Després de la batalla d'Adis que l'any 255 aC Marc Atili Règul va guanyar contra Cartago, els cartaginesos li van demanar la pau, però el romà els va oferir unes condicions inacceptables i la guerra va seguir. Els cartaginesos van reformar el seu exèrcit i van reclutar diversos destacaments a Grècia, on van trobar Xantip d'Esparta al que van contractar. Xantip els va assenyalar que les seves derrotes eren degudes a la mala direcció de la guerra i com que les seves explicacions van convèncer a les autoritats i al poble, el van posar al capdavant de l'exèrcit cartaginès. Xantip va actuar bé, i va enfrontar l'enemic amb la cavalleria (4000 homes) i els elefants de guerra (uns 100) en camp obert; tot i que les seves forces eren inferiors a les dels romans, els va derrotar amb gran mortaldat; trenta mil romans van morir, i només dos mil van arribar a Clipea. Règul va ser fet presoner junt amb 500 oficials i soldats.
Després de la victòria Xantip va ser enviat a Lilibèon, a Sicília, on el 249 aC, va aconseguir trencar el setge que li havien imposat els romans. Segons Diodor de Sicília, els dirigents de Lilibèon van sentir gelosia de l'èxit de Xantip que van ordenar la seva mort durant el viatge de tornada, i li van donar una trirrem que s'enfonsaria a mig camí, o bé una tripulació amb ordre d'assassinar-lo. Però Polibi dubta d'aquesta versió, i assenyala que Xantip va lluitar un any després per al rei Ptolemeu III Evèrgetes I cosa que vol dir que va sobreviure als intents d'assassinat o que mai van tenir efecte.
Sili Itàlic explica que tres fills de Xantip, que es deien Xantip, Èumac i Críties, van lluitar al costat d'Hanníbal Barca com a mercenaris i van morir en la batalla del Ticino.